# Seigneurie de Montpellier
985–1349
Entités suivantes :
- Royaume de France

La seigneurie de Montpellier était une juridiction médiévale centrée sur la ville de Montpellier (France) et de ses environs.

## Histoire

### Des origines obscures
Arnaud de Verdale, évêque de Maguelone au XIVe siècle, aurait trouvé un vieux document, dit la scriptura antiqua. Ce document explique que les terres de Montpellier et de Montpelliéret appartenaient en alleu à deux sœurs de Saint Fulcran, alors évêque de Lodève. Voulant gagner les bonnes grâces divines, elles donnèrent ces terres à Ricuin, évêque de Maguelone qu'elles tenaient de leur mère qui était une descendante des comtes de Melgueil. Ricuin aurait alors inféodé Montpellier et Montpellliéret à Gui, un chevalier du comté de Melgueil. Si cette légende a été discutée, elle est aujourd'hui considérée comme fausse. En effet le document d'Arnaud de Verdale est très certainement un faux, fabriqué au XIIe siècle.

### La donation
La Seigneurie de Montpellier voit le jour le 26 novembre 985, lorsque le comte Bernard II de Melgueil (Mauguio) octroie au chevalier Guilhèm en échange de son dévouement, l'ancien territoire situé entre l'antique voie domitienne, le Lez et La Mosson. Ses héritiers construiront sur leur nouveau fief un véritable bourg fortifié, doté d'un château et d'une chapelle qui deviendra la ville de Montpellier. 
Cet acte fondateur de 985 est conservé dans le cartulaire des seigneurs de Montpellier, aussi appelé Liber instrumentorum memorialium, attestant de son importance aux yeux des membres de la lignée des Guilhem.
Bien plus jeune que ses voisines de la région comme Nîmes, Narbonne, Béziers ou Carcassonne, pour la plupart créées à l'époque romaine, la Seigneurie de Montpellier n'est créée qu'au XIe siècle. Située entre l'Espagne et l'Italie, proche de la Via Domitia et du port de Lattes, la ville connaît rapidement un important développement économique et culturel, attirant doreurs, orfèvres, drapiers et changeurs. Elle devient ainsi un centre d'échanges entre le nord de l'Europe, l'Espagne et le bassin méditerranéen.
L'agglomération médiévale était constituée par Montpellier sous la seigneurie des Guilhem et par Montpellieret sous la seigneurie des évêques de Maguelone. Une enceinte fortifiée unique (la Commune Clôture) de 2 600 mètres protégeait les deux entités. Deux tours subsistent de cette fortification (la tour de la Babotte et la tour des Pins).
À la mort de Guilhem VIII le 9 novembre 1202, c'est son jeune fils Guilhem IX qui hérite de la seigneurie ; comme il est trop jeune pour exercer le pouvoir c'est sa mère et des notables municipaux qui exercent la régence. Dans les premiers mois de l'année 1204 le parti d'Agnès de Castille perd le pouvoir, Guilhem IX est contraint d'abdiquer en présence du roi d'Aragon, et Marie est désignée comme héritière légitime de la seigneurie. Le 15 juin est célébré le mariage de Marie et Pierre II.
Un Consulat - gouvernement municipal quasiment autonome avec à sa tête des « consuls » - est établi le 15 août 1204, à la suite de ce mariage. Ce consulat devient de plus en plus puissant au cours de la première moitié du XIIIe siècle.

### Intégration à la couronne d'Aragon
Placée sous la tutelle des rois d'Aragon après le mariage de Pierre II d'Aragon (1176-1213), roi d'Aragon et comte de Barcelone, avec Marie de Montpellier, le 15 juin 1204, la ville connaît son apogée. Pierre II accorde aux habitants les franchises et libertés qu'ils réclament. Leur fils Jacme, ou Jaume en catalan, Jaime en castillan et Jacques Ier en français, natif de Montpellier, y entretient une cour brillante.
En 1220 le légat du Pape, le cardinal Conrad, élève la déjà célèbre école de médecine au rang de faculté, et en 1289, c'est l'ensemble des Écoles de Médecine et de Droit de Montpellier, réputées comme centres d'érudition ouverts aux pensées byzantine, juive et arabe, qui se voient accorder le statut officiel d'Université par le pape Nicolas IV. La ville est très célèbre et prospère, et quadruple au cours du XIIIe siècle. Elle est rattachée à la couronne de France en 1349, elle est alors une des plus grandes villes du royaume avec Toulouse et Rouen. Mais au cours de la seconde moitié du XIVe siècle, des épidémies successives déciment les deux tiers de sa population, et la ville ne retrouva pas sa prospérité économique.

## Territoire de la seigneurie

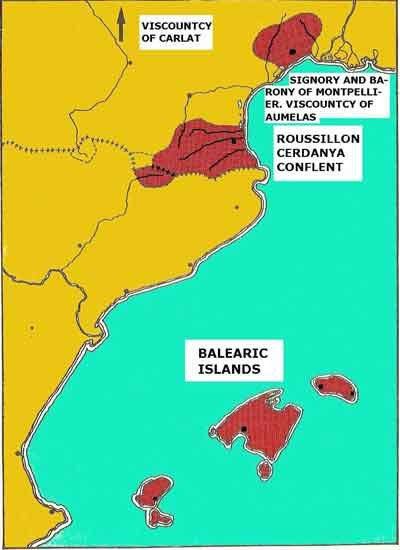
Seigneurie de Montpellier (en haut) comme partie du royaume de Mallorca.

À l'origine, lors de la donation de Bernard II à Guilhem Ier en 985, la seigneurie se résumait au territoire délimité par la voie Domitienne au nord, le Lez à l'est et la Mosson à l'ouest et au sud.
Guilhem V donne, lors de son partage par testament en 1122, l'étendue de la seigneurie au moment de sa mort. À cette époque elle englobe:
- Montpellier, ses dépendances et l'étang de Lattes (actuel étang du Méjean) et toutes les parties situées à l'est de la Mosson (qu'il donne à Guilhem VI)
- Aumelas, Popian, le Pouget, Montarnaud (qu'il donne à Guilhem d'Aumelas)
- Villeneuve, Frontignan, Montbazin, Cournonsec, Pignan (qu'il donne à son fils Bernard)

## Liste des seigneurs de Montpellier

### Maison de Montpellier(dynastie des Guilhem)

Les armes des seigneurs de Montpellier, d'argent au tourteau de gueules

- 985 - vers 1025 : Guilhem Ier de Montpellier
- vers 1025 - vers 1059 : Guilhem II de Montpellier, neveu du précédent, fils de Bérenger (ou de Bernard) de Montpellier.
- vers 1059 - vers 1068 : Guilhem III de Montpellier, fils du précédent.
- vers 1068 - 1085 : Bernard Guilhem IV de Montpellier, frère du précédent.
- 1085 - 1122 : Guilhem V de Montpellier, fils du précédent.
- 1122 - 1162 : Guilhem VI de Montpellier, fils du précédent, redoutable guerrier qui « las du tumulte des armes et revenu des illusions de ce monde, embrassa, en l'an 1149 [...] la vie monastique et [...] devint un modèle de religion et de piété »[2].
- 1162 - 1173 : Guilhem VII de Montpellier, fils du précédent.
- 1173 - 1202 : Guilhem VIII de Montpellier, fils du précédent, frère aîné de Guy de Montpellier, refondateur de l'ordre des Hospitaliers du Saint-Esprit.
- 1202 - 1204 : Guilhem IX de Montpellier, fils du précédent.
- 1204 - 1213 : Maria, dite Marie de Montpellier en français (sœur aînée du précédent) et son époux Pere, dit Pierre II, roi d'Aragon, comte de Roussillon et de Cerdagne.

### Maison d'Aragon (Aragon-Catalogne-Majorque)

Les armes de la Maison d'Aragon, d'or à quatre pals de gueules

- 1213 - 1276 : Jacme, ou Jaume, dit Jacques Ier le Conquérant en français, roi d'Aragon, de Valencia /Valence et de Majorque, comte de Barcelone et seigneur de Montpellier. Fils de Marie de Montpellier et de Pierre II d'Aragon.
- 1276 - 1311 : Jaume dit Jacques II, roi de Majorque, comte de Roussillon et de Cerdagne et seigneur de Montpellier.
- 1311 - 1324 : Sanche Ier, roi de Majorque, comte de Roussillon et de Cerdagne et seigneur de Montpellier.
- 1324 - 1349 : Jaume, dit Jacques III, dernier roi indépendant de Majorque, comte de Roussillon et de Cerdagne et seigneur de Montpellier, neveu du roi Sanche et fils de l'infant Ferdinand de Majorque, prince de Morée. En 1349, il vend la seigneurie de Montpellier au roi de France Philippe VI : Montpellier devient possession de la couronne de France.

### Maison de Navarre-Évreux
- 1365 - 1378 : Charles, roi de Navarre et comte d'Évreux. Par le traité d'Avignon (6 mars 1365), il reçoit la seigneurie de Montpellier en échange du comté de Longueville, de Mantes et de Meulan. La seigneurie est un temps confisquée (29 mars 1367) mais finalement restituée par le traité de Vernon (29 mars 1371). Charles séjourne plusieurs mois à Montpellier en 1372. La guerre ayant repris entre la France et la Navarre, la seigneurie est confisquée à nouveau le 20 avril 1378.
- 1381 - 1383 : Charles, infant de Navarre, fils du précédent, futur roi de Navarre est nommé par Charles VI gouverneur de Montpellier (6 février 1381). Il prend personnellement possession de la ville le 1er novembre 1381. Quelque temps plus tard, Charles VI revient sur sa décision. Montpellier est alors occupée le 28 mars 1383 et rattachée au domaine royal.